# Лебединка (Иркутская область)
Лебеди́нка — посёлок в Иркутском районе Иркутской области России. Входит в Ушаковское муниципальное образование. 

## География
Находится в 21 км к юго-востоку от центра сельского поселения, села Пивовариха, на правом берегу речки Каролок (правый приток Ангары).

## Население
| 2002 | 2010 | 2011 | 2012 |
| ---- | ---- | ---- | ---- |
| 1    | ↗39  | →39  | ↗42  |

По данным Всероссийской переписи, в 2010 году в посёлке проживало 39 человек (23 мужчины и 16 женщин).